# Guarda Nacional Francesa

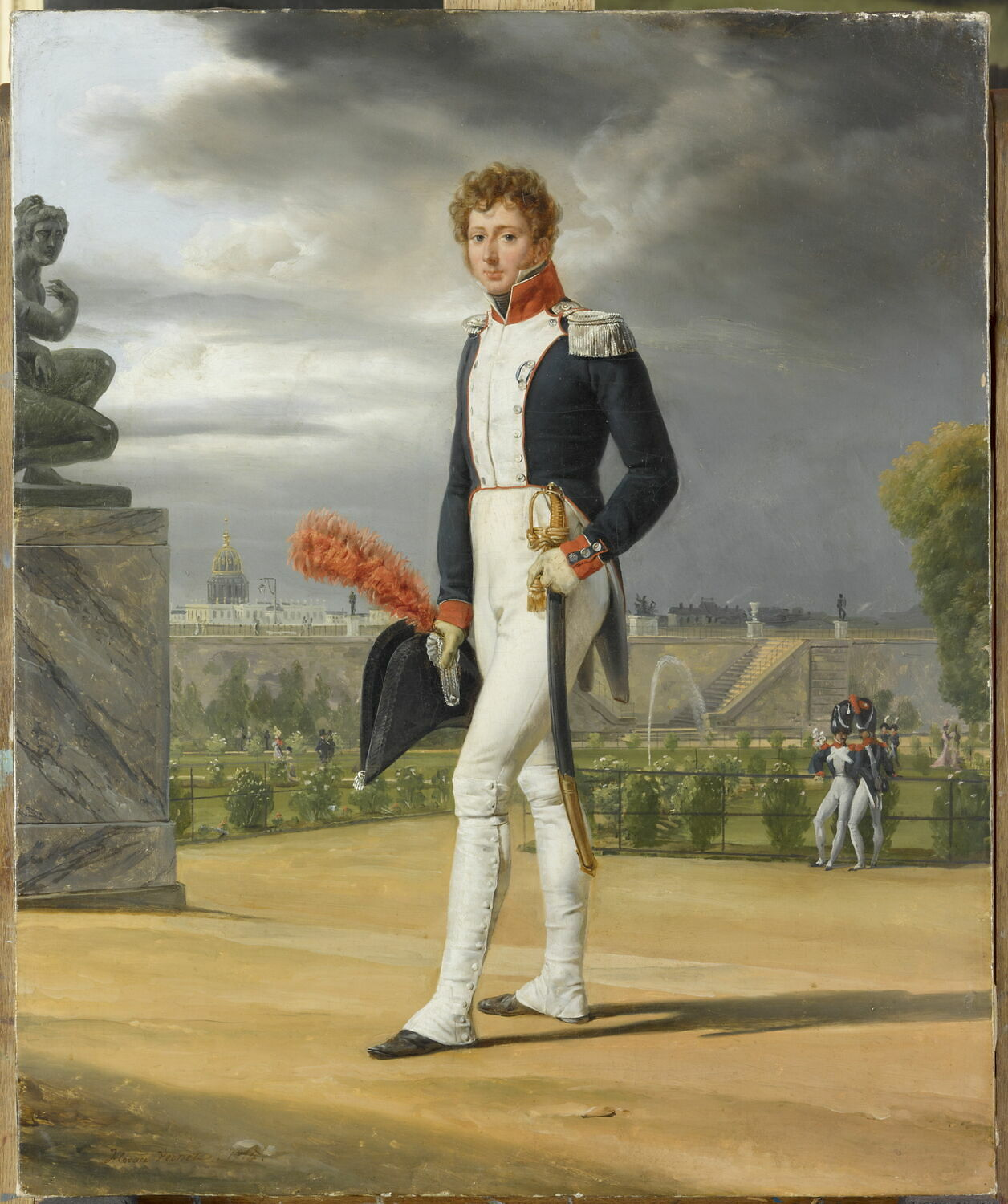
O pintor francês Philippe Lenoir (1785-1867) em seu uniforme da Guarda Nacional. Por Horace Vernet (1789-1863)

A Guarda Nacional Francesa (em francês: Garde nationale) foi uma milícia, não subordinada ao exército francês que surgiu durante a Revolução Francesa. Existiu de 1789 a 1872. Foi inicialmente chefiada por Gilbert du Motier, Marquês de La Fayette. Na verdade Luís XVI estava preparando um golpe de Estado com a nobreza e o clero. Mas os rumores da conspiração se espalham e os deputados parisienses formam um Comitê de Vigilância e ordenam ao povo da capital que se armasse, organizando uma Guarda Nacional.

Logo.

Foi fundada separado do exército francês e existia tanto para o policiamento quanto como reserva militar. No entanto, em seus estágios originais de 1792 a 1795, a Guarda Nacional foi percebida como revolucionária e os escalões inferiores foram identificados com sans-culottes. Experimentou um período de dissolução oficial de 1827 a 1830, mas foi restabelecida. Logo após a Guerra Franco-Prussiana de 1870-71, a Guarda Nacional em Paris voltou a ser vista como perigosamente revolucionária, o que contribuiu para sua dissolução em 1871.
Em 2016, a França anunciou o restabelecimento da Guarda Nacional pela segunda vez, em resposta a uma série de ataques terroristas no país.

## Criação
Em 11 de julho de 1789, a Assembleia Nacional discutiu a criação de uma "Guarda Burguesa" para Paris em resposta à substituição do ministro das Finanças, Jacques Necker, pelo Barão de Breteuil, o que gerou raiva e violência na cidade. No dia 13, foi formada uma "milícia burguesa", e no dia seguinte, buscas por armas levaram à invasão da prefeitura, Hotel des Invalides e à tomada da Bastilha. Lafayette foi eleito comandante em 14 de julho, e a milícia foi renomeada como "Guarda Nacional de Paris".
A Guarda Nacional se espalhou por toda a França como resposta ao medo de caos ou contrarrevolução. Inicialmente, cada localidade mantinha suas próprias unidades, mas em 14 de julho de 1790, todas foram unificadas sob o comando de Lafayette. Em 5 de dezembro de 1790, Robespierre discursou sobre a necessidade de uma Guarda Nacional independente do exército regular, defendendo a ideia de que os cidadãos deveriam estar armados.
Em 1791, várias leis organizaram e expandiram a Guarda Nacional, incluindo a incorporação de todos os cidadãos ativos maiores de 18 anos. A Guarda Nacional foi organizada em batalhões e legiões, com provisionamento para unidades montadas e de artilharia. Em 1792, Napoleão Bonaparte começou sua carreira como tenente-coronel de um batalhão de voluntários da Guarda Nacional na Córsega. No mesmo ano, a Assembleia permitiu a participação da Guarda Nacional na Festa da Federação, e em 11 de julho, todos os parisienses armados foram convocados para a Guarda Nacional.
Os uniformes, inicialmente variados, foram padronizados em 1791, inspirados na Guarda Nacional de Paris, combinando com as cores da bandeira tricolor revolucionária.

## Da Revolução Francesa até 1827

### Papel durante a Revolução
A Guarda Nacional assumiu o papel de manutenção da lei e da ordem em Paris em 1791, substituindo o antigo Guet royal. No verão de 1792, a guarda foi liderada por Antoine Joseph Santerre após a insurreição de 10 de agosto. Com a abolição da monarquia, a Guarda Nacional lutou pela Revolução e influenciou a Assembleia Nacional Francesa. Após a queda de Robespierre, a Guarda passou a ter uma liderança mais conservadora. A Guarda tentou derrubar o Diretório em 1795, mas foi derrotada por Napoleão Bonaparte. Posteriormente, a Guarda Nacional de Paris perdeu sua influência política.

### Primeiro Império
Napoleão Bonaparte não confiava na Guarda Nacional de classe média para manter a ordem, criando uma Guarda Municipal de Paris e desarmando parcialmente a Guarda Nacional. No entanto, ela foi mobilizada para defender o território francês em 1809 e 1814. A Guarda foi organizada em "coortes" para a defesa doméstica e utilizada como reservatório de homens semi-treinados para o exército. Após a campanha desastrosa na Rússia em 1812, a Guarda Nacional foi convocada para o serviço de campo em 1813 e 1814, mas foi dissolvida após a abdicação de Napoleão I.

### A Restauração
Sob a Restauração em 1814, Luís XVIII manteve a Guarda Nacional, inicialmente com boas relações com a monarquia restaurada. No entanto, em 1827, após demonstrações de hostilidade da Guarda em uma revisão, Carlos X dissolveu a Guarda, cujas armas reapareceram na Revolução de Julho de 1830.

## Guarda Nacional de 1831 a 1871

### 1831 a 1848
Após a Revolução de Julho em 1830, uma nova Guarda Nacional foi criada em 1831. Ela desempenhou um papel importante na supressão da Rebelião de Junho de 1832, mas lutou a favor dos republicanos na Revolução de 1848, refletindo a mudança de lealdade dos cidadãos.

### Segundo Império
Napoleão III reduziu a influência da Guarda Nacional, confinando-a a tarefas subordinadas. Durante a Guerra Franco-Prussiana, a Guarda foi convocada para defender Paris. Durante a Comuna de Paris em 1871, a Guarda foi expandida para incluir todos os cidadãos capazes de portar armas. Após a derrota da Comuna, a Guarda Nacional foi oficialmente abolida e suas unidades dissolvidas.

## Fim da Guarda Nacional (1872)
Apesar de seu papel importante na Guerra Franco-Prussiana, a Guarda Nacional foi dissolvida logo após o estabelecimento da Terceira República. Tendo sido convertida de uma reserva voluntária em uma força muito maior, composta principalmente por recrutas, a Guarda Nacional havia perdido sua identidade e razão de ser. Também enfrentou a oposição do exército regular, que se opunha a uma força armada tão grande fora de seu controle direto. O papel das unidades de Paris da Guarda Nacional na revolta da Comuna de Paris levou a um grande grau de hostilidade em relação à Guarda Nacional, especialmente do exército.
Percebida como uma personificação da "nação em armas" republicana revolucionária na época da Revolução de 1789, a Guarda Nacional foi formalmente dissolvida em 14 de março de 1872 como uma ameaça à segurança e à ordem da nova Terceira República.

A Guarda Nacional foi substituída pela criação de regimentos territoriais, compostos por homens mais velhos que haviam completado seu período de serviço militar em tempo integral. Estas unidades de reserva foram incorporadas apenas em tempos de mobilização geral, mas permaneceram parte integrante do exército regular, distinguindo-se apenas por detalhes de insígnias.